# Мешели (Правищко)
Мешели (на гръцки: Δρυάδα, катаревуса: Δρυάς, до 1926 година Μισσελή или Μισελλή, Мишели) е бивше село в Гърция, в дем Кушница, област Източна Македония и Тракия.

## География
Селото е било разположено в североизточното подножие на Кушница (Пангео), веднага на североизток от Палеохори.

## История
В края на XIX век Горян е село в Правищка каза на Османската империя. Към 1900 година според статистиката на Васил Кънчов („Македония. Етнография и статистика“) в Мешели живеят 160 турци.
След Междусъюзническата война в 1913 година селото попада в Гърция. В 20-те години мюсюлманското му население се изселва по силата на Лозанската спогодба в Турция и на негово място са настатени гърци бежанци. В 1940 година е броено към Палеохори. Българската статистика в 1941 година показва 200 жители. От 1961 година е броено към Палеохори.
| Година    | 1913 | 1920 | 1928 | 1940 | 1951 | 1961 | 1971 | 1981 | 1991 | 2001 | 2011 | 2021 |
| --------- | ---- | ---- | ---- | ---- | ---- | ---- | ---- | ---- | ---- | ---- | ---- | ---- |
| Население | 152  | 57   | 91   |      | 339  |      |      |      |      |      |      |      |

Църквата в селото е „Свети Пантелеймон“.